# Heathen Front

Bandera del All-Germanic Heathen Front amb la runa Algiz

El Allgermanische Heidnische Front (AHF) va ser una organització internacional neonazi, activa a finals de la dècada de 1990 i principis de la dècada de 2000, que va adoptar una forma de neopaganisme racial germànic. Va créixer a partir del Norsk Hedensk Front (NHF), que es deia que era dirigit i fundat pel músic Varg Vikernes el 1993, tot i que ell i l'organització ho van negar. L'ideari es va basar en el seu primer llibre, Vargsmål (1994), publicat poc després de ser condemnat per incendiar esglésies i per l'⁣assassinat del seu company músic Euronymous.

## Formació i associació amb Vikernes
Norsk Hedensk Front (front pagà noruec) es va fundar el 1993. El seu programa es basava en Vargsmål (1994), un llibre del músic noruec de black metal Varg Vikernes. Va ser escrit poc després que fos condemnat per incendiar esglésies i per l'⁣assassinat d'Euronymous com a refutació als mitjans de comunicació. L'erudit suec Matthias Gardell afirma al seu llibre Gods of the Blood de 2003 que Vikernes va llançar el Norsk Hedensk Front a través del qual defensava "el nacionalsocialisme, l'antisemitisme, l'eugenèsia i el paganisme racista". L'⁣Encyclopedia of White Power (2000) va dir que Vikernes era el "líder autoproclamat" del Norsk Hedensk Front i l'historiador Nicholas Goodrick-Clarke va esmentar que Vikernes va subratllar "el seu paper com a cap del seu paganisme noruec" amb l'escriptura del llibre Vargsmål, "formulant la seva ideologia pagana utilitzant material de la mitologia nòrdica combinada amb el nacionalsocialisme ocultista". A partir de 1999, el lloc web de Norsk Hedensk Front venia el llibre Vargsmål.
El Heathen Front va negar que Vikernes estigués al capdavant. Segons el llibre de 2003 Lords of Chaos, la implicació directa de Vikernes amb el grup és difícil d'esbrinar, i es va especular que la negació podria haver estat per protegir-lo, ja que els presoners noruecs tenien prohibit dirigir grups polítics. A més, l'adreça indicada de l'organització era la mateixa bústia de correus que Vikernes utilitzava a la presó, cosa que els autors afirmen que hauria fet "molt difícil que [Vikernes] fes una feina eficaç" al capdavant de l'organització, ja que totes les cartes haurien estat controlades pel personal de la presó. En una entrevista de 2009 al diari noruec Dagbladet, Vikernes va declarar: "Mai he format ni he estat membre d'aquestes organitzacions".

## Propagació internacional

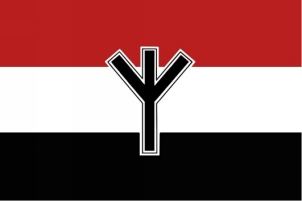
Bandera del front pagà rus amb la runa Algiz

El Front pagà noruec es va convertir aviat en el Allgermanische Heidnische Front (AHF), una xarxa d'organitzacions de diferents països. El front pagà suec (Svensk Hednisk Front) va ser un petit grup format al voltant de 1996. El capítol alemany, Deutsche Heidnische Front, va ser fundat el 1998 per Hendrik Möbus. El 2001, l'AHF va anunciar capítols a Noruega, Suècia, Dinamarca, Països Baixos, Alemanya, Estats Units, Canadà, Rússia i Flandes. També hi va haver un Front Heathen anglès de curta durada estretament associat durant els seus inicis amb el Moviment Britànic, però posteriorment vinculat per Searchlight, el mensual antifeixista, amb Tom Gowers, un oficial del Partit Nacional Britànic amb seu a les Midlands Orientals, i amb el grup militant odinista Woden's Folk.

## Ideologia
L'organització descriu idees específiques sobre religió "Odalística" derivada de la runa Odal (ᛟ). El moviment rebutja les convencions acadèmiques i la recerca històrica de l'arqueologia, i en el seu cas interpreta la mitologia germànica de forma esotèrica transmesa via ancestral.
El Front pagà va abraçar el neonazisme, el supremacisme blanc i l'antisemitisme. Un informe de 2001 de l'⁣Institut Stephen Roth per a l'estudi de l'antisemitisme i el racisme contemporanis descriu el Front Svensk Hednisk (Front Pagà Suec - SHF) com "una organització nazi emergent" amb una ideologia que barreja "odinisme, anticristianisme i antisemitisme".

## Tancament
L'organització amb el temps es va convertir en un fòrum per als neonazis i els nacionalistes pagans. I finalment el 2005 es va donar per acabat el Allgermanische Heidnische Front. Els seus membres es van estendre a altres organitzacions.